# St. Martin de Porres Catholic Cemetery

Der Eingang zum Friedhof

Der St. Martin de Porres Catholic Cemetery (ehem.: St. Mary's Catholic Cemetery) ist ein Begräbnisplatz in der Nähe der texanischen Kleinstadt Waller. Er liegt etwa drei Kilometer südlicher der Stadt an der Farm Road 362. Namengebender Heiliger ist der Dominikanerbruder Martin de Porres. 

## Geschichte
Die Anfänge des Friedhofs liegen am Ende des 19. Jahrhunderts. Die ersten tschechischen Einwanderer, die das Gebiet besiedelten, erwarben 1891 von dem in Galveston niedergelassenen Landentwickler E. H. Fordtran Farmland. Vier tschechische Familien errichteten 1892 eine der Jungfrau Maria geweihte Kirche. Unter Pfarrer A. Laska wurde auf einem Stück Land, das Frank Divin, Sr., gestiftet hatte, ein katholischer Friedhof angelegt. Die erste Bestattung war 1893 die des Antone Blinka. Zwei Jahre richtete die Kirchengemeinde auf den vier angrenzenden Äckern ein Schutzgebiet ein. Die Entwicklung der Siedlung kam nach einem vernichtenden Sturm im Jahr 1900 ins Stocken. 1947 wurde die Kirche geschlossen.
1977 übernahm die St. Martin de Porres Church in Prairie View die Pflege des Friedhofs.

## Grabstätten bekannter Personen
- Anna Katherine Grudziecke (1998–2004), erstes Kind, dem eine DeBakey-Herzpumpe eingesetzt wurde

## Quelle
- Historical Marker der Texas Historical Commission (errichtet 1994)

Koordinaten: 30° 1′ 58,2″ N, 95° 56′ 40,9″ W